# Yassine Boubout
Yassine Boubout (Antwerpen, 24 april 1997) is een Belgisch activist en expert politionele zaken.

## Levensloop
Boubout is de zoon van Marokkaanse ouders die immigreerden naar België en groeide op in Rozemaai in een kansarme buurt. Hij doorliep zijn middelbare school in Moretus-Ekeren en de Spectrumschool in Deurne in de richting TSO LO & Sport. Vervolgens begon hij in 2016 aan de Vrije Universiteit Brussel rechten te studeren, alwaar hij eveneens deel uitmaakt van de vakgroep Internationaal en Europees recht als student-onderzoeker. Sedert 2018 woont hij in Brussel.

### Activisme
Van jongs af aan geraakte Boubout geïnteresseerd in het activisme. Op 16-jarige leeftijd nam Boubout deel aan de organisatie van betogingen en was hij betrokken bij deradicaliserings- en politieprojecten.
Van 2016 tot 2018 was hij voorzitter van Movement X.
In 2018 startte hij het Ken Uw Rechten-project, waarin hij volwassenen en kansarme jongeren voorlichting geeft over hun rechten en plichten bij politiecontroles. In diezelfde context richtte hij mede het platform Stop Etnisch Profileren op.
Hij is bestuurslid bij Uit De Marge vzw waar hij onder meer het Zo Geflikt-project leidt en is medestichter van One-Line Solidarity, een vereniging die humanitaire hulp aanbiedt, waar hij van 2014 tot 2018 werkzaam was.
In 2020 werd Boubout juridisch adviseur voor ImpACT International. Voor het Europees Netwerk Tegen Racisme (ENAR) doet hij onderzoek naar politiegeweld.
In 2021 verhuisde hij naar New York om te werken als adviseur bij de Permanente Vertegenwoordiging van België bij de Verenigde Natie, waar hij werkte rond veiligheid en vrede. 